# Kamal Ibrahim
Kamal Abduh Ali Ibrahim, Kamal Abdou Ali Ibrahim (ar. كمال عبده علي إبراهيم; ur. 10 stycznia 1961) – egipski zapaśnik walczący w stylu klasycznym. Dwukrotny olimpijczyk. Odpadł w eliminacjach w Los Angeles 1984 i ósmy w Seulu 1988. Startował w kategorii 90 kg.
Szósty na igrzyskach śródziemnomorskich w 1991 i 1993. Złoty medalista igrzysk afrykańskich w 1987 i 1991. Zdobył jedenaście medali na mistrzostwach Afryki, w tym dziesięć razy sięgał po złoto, w 1984, 1985, 1986, 1988, 1989, 1990, 1992, 1993 i 1994. Pierwszy i drugi na igrzyskach panarabskich w 1992. Mistrz arabski w 1987 i drugi w 1995. Trzeci i czwarty na igrzyskach śródziemnomorskich w 1987, szósty w 1983, 1991 i 1993. Czwarty w Pucharze Świata w 1986 i 1991 roku.
- Turniej w Los Angeles 1984

Przegrał obie walki, kolejno z Uwe Sachsem z RFN i Rumunem Ilie Matei.
- Turniej w Seulu 1988

Pokonał zawodnika Brazylii Roberto Nevesa Filho, a przegrał z Izraelczykiem Ewanem Bernsteinem i Grekiem Jeorjosem Pikilidisem.